# Liste des navires de l'United States Navy
La liste des navires de l'United States Navy est une liste de tous les navires de l'US Navy à avoir été en service tout au cours de son histoire, depuis sa création le 13 octobre 1775. L'US Navy tient à jour une liste officielle de ses navires via le Naval Vessel Register, le registre des navires, bien qu'il ne contienne pas les premiers vaisseaux qui ont été en service. Le Dictionary of American Naval Fighting Ships présente une liste plus détaillée de tous les navires de la Navy, en incluant notamment une présentation historique.

## Listes
Du fait du nombre important d'entrées, la liste de tous les navires a été divisée en plusieurs listes selon les différents types de navires.
- A-B
- C
- D-F
- G-H
- I-K
- L
- M
- N-O
- P
- Q-R
- S
- T-V
- W-Z